# Míškovice
Míškovice település Csehországban, Kroměříži járásban. Míškovice Tlumačov, Lechotice, Ludslavice, Zahnašovice, Kurovice, Machová és Mysločovice településekkel határos. Lakosainak száma 700 fő (2024. január 1.).

## Népesség
A település lakosságának változását az alábbi diagram mutatja:
| Lakosok száma | 427  | 576  | 541  | 579  | 479  | 533  | 596  | 660  | 686  | 700  |
|               | 1869 | 1900 | 1921 | 1961 | 1980 | 2011 | 2016 | 2019 | 2021 | 2024 |